# Obbekjær Kirke
Obbekjær Kirke ligger i landsbyen Obbekær, ca. 6 km Ø for Ribe (Region Syddanmark). Kirken er tegnet af L.A. Winstrup i rundbuestil.

## Eksterne kilder og henvisninger
- Wikimedia Commons har flere filer relateret til Obbekjær Kirke
- Obbekjær Kirke på KortTilKirken.dk
- Obbekjær Kirke i bogværket Danmarks Kirker (udg. af Nationalmuseet)